# Dekasegi
Dekasegi (jap. 出稼ぎ), davon abgeleitet im brasilianischen Portugiesisch auch Dekassegui, ist ein Ausdruck in der japanischen Sprache für Menschen, die ursprünglich aus Südamerika kamen und sich in Japan niedergelassen haben. Das Wort wird mehr oder weniger mit „fern von zu Hause arbeiten“ übersetzt, es besteht aus den Teilen deru (出る, „verlassen“) und kasegu (稼ぐ, „Geld verdienen“). Die Bezeichnung wird vor allem für die große Anzahl an Brasilianisch- und Peruanischstämmigen in Japan verwendet.

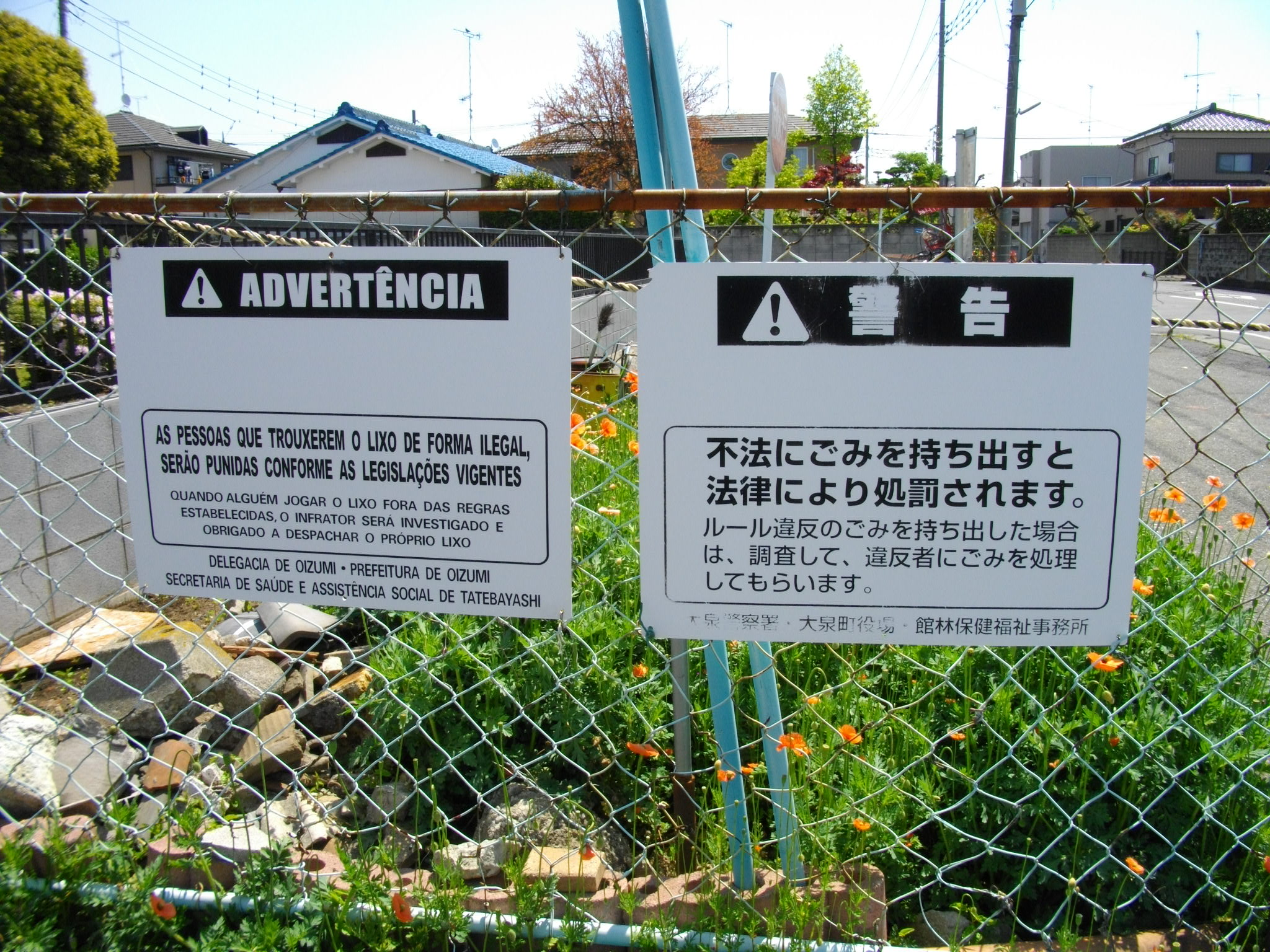
Zweisprachig portugiesisch-japanisches Straßenschild in Ōizumi: vor allem die massive brasilianische Einwanderung sorgt für eine vergleichsweise starke Präsenz der Portugiesischen Sprache in Japan.

Ende der achtziger Jahre gab es eine große Auswanderungswelle aus Brasilien, vor allem aufgrund der starken Hyperinflation, unter anderem auch nach Japan. Es wird geschätzt, dass etwa 275.000 brasilianische „Dekasegi“ in Japan leben und damit die drittgrößte Einwanderungsgruppe in Japan stellen (nach Chinesen und Koreanern).
Aufgrund der Großen Rezession ab 2007 haben zahlreiche brasilianische „Dekasegi“ ihre Arbeitsplätze verloren. Die japanische Regierung zahlt deshalb jedem südamerikanischen Migranten 300.000 Yen (ca. 1.845 Euro), wenn dieser nach Südamerika zurückkehrt. Bei der Rückkehr jedes weiteren Familienmitgliedes werden 200.000 Yen zusätzlich gezahlt. Die Migranten können später nicht nach Japan zurückkehren, auch wenn sich die japanische Wirtschaft erholt. Dies löste zahlreiche Proteste in Japan aus.